# 哈萨克斯坦旅游业

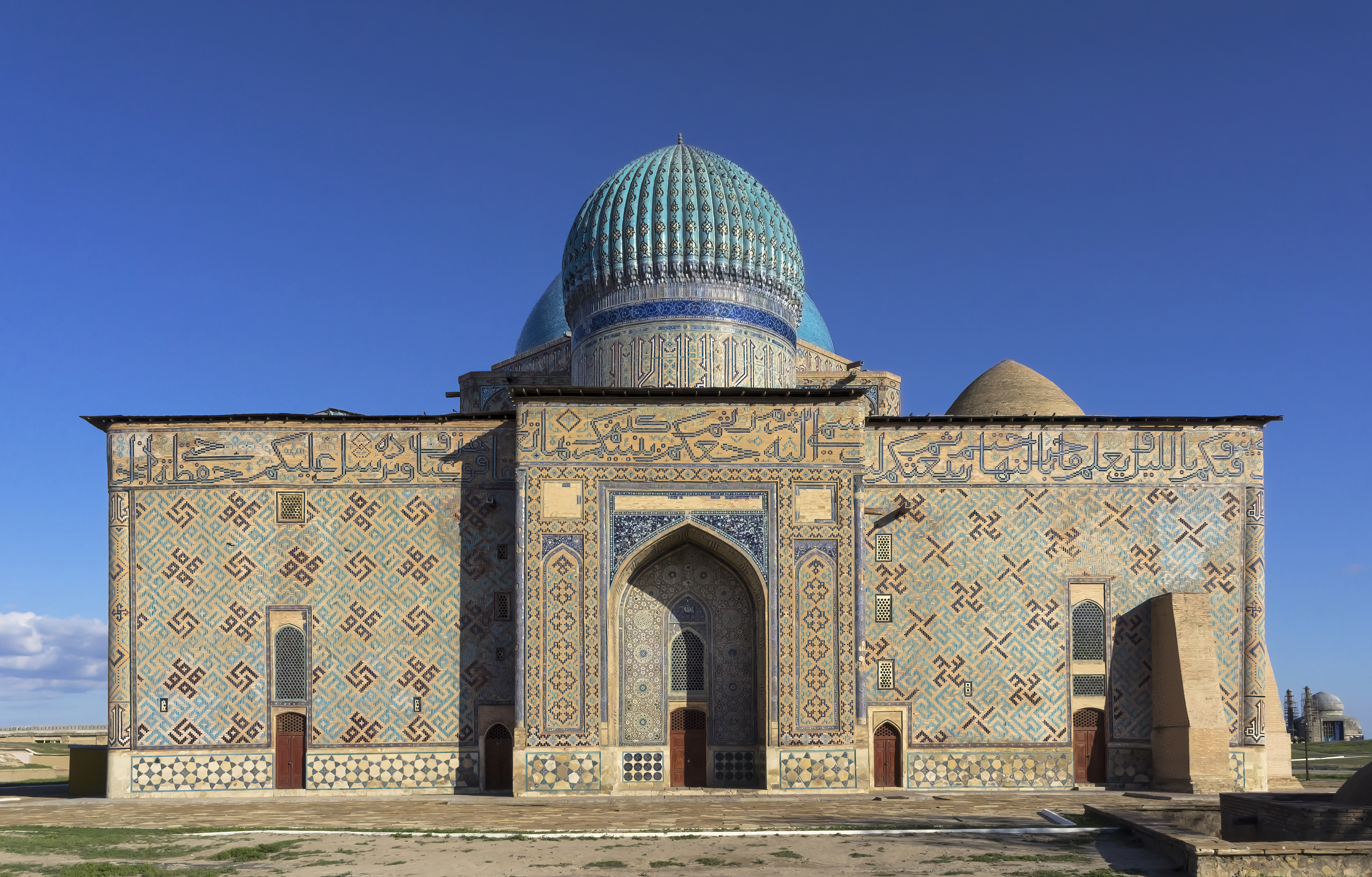
霍賈·艾哈邁德·亞薩維陵墓外觀

哈萨克斯坦的國土面積位居全球第九，是面積最大的內陸國。截至2014年，旅遊業佔該國國內生產總值的0.3%，不過哈薩克政府計劃令旅遊業佔國內生產總值的比率在2030年增加到3%。哈薩克有山巒、湖泊的景色，也有古拉格，不過成本高昂、交通不便、服務質素欠佳等因素是增加到訪旅客人次的絆腳石。

## 產業概況
在21世紀初，哈薩克共有430家所有制形式的旅遊公司、機構，近6000名旅遊業從業員和2500名專業導遊。哈薩克的旅行社開辦了不同種類的旅遊團，還會積極推廣哈薩克的旅遊事業。到哈薩克旅行的自由行旅客很多；前往哈薩克的旅客人數已經從2000年的147萬人增加到2012年的481萬人，令哈薩克在各國到訪旅客人次排行榜當中位列第51。雖然如此，英國《衛報》報導說，哈薩克擁有湖光山色、有沙漠、也有蘇聯時代的古拉格，不過當地的旅遊業卻是「非常不發達」的。阻礙到訪旅客人次上升的因素包括高昂的度假成本、「破舊的基礎設施」、「差劣的服務質素」和不便的交通——哈薩克是一個面積龐大的國家。對哈薩克人來說，到國外渡假的成本甚至比在國內度假的成本低一半。
哈萨克斯坦共和國自成立以來一直重視旅遊業建設。早在該國獨立之初，該國便在1992年頒布《哈萨克斯坦旅遊法》等多部有關旅遊業的法律，規定當地旅遊業活動的法律基礎、經濟基礎、社會基礎和組織原則，以及簽發旅遊業活動經營許可（包括旅遊從業許可證）的程序。哈薩克政府還先後頒布、推行《恢復絲綢之路主要歷史遺址，保護和繼承突厥語系國家文化遺產，建設旅遊基礎設施的規劃（1997至2003年）》、《1997年至2030年旅遊發展戰略》和「2020年旅遊業發展計劃」；其中「2020年旅遊業發展計劃」的目的是在該國首都阿斯塔納、該國最大城市阿拉木圖、哈薩克東部州份、哈薩克南部州份和哈薩克西部州份建立旅游产业集群，以及令旅遊業在2020年之前能夠吸引至少40億美元的投資，並創造30萬個職位。哈薩克旅遊業的主管部門是旅遊和體育部，該部會藉由地方政府的對應機構和駐外旅遊代表處管理旅遊業活動。此外，哈薩克還在1993年加入世界旅遊組織，並與80多個國家在旅遊方面進行合作。

## 簽證政策
在哈薩克享有免簽證待遇的外國公民包括享有90天免簽證待遇的亞美尼亞、白俄罗斯、格魯吉亞、摩尔多瓦、吉尔吉斯斯坦、蒙古国、俄羅斯和乌克兰的公民，享有30天免簽證待遇的阿根廷、阿塞拜疆、塞尔维亚、大韩民国、塔吉克斯坦、土耳其和乌兹别克斯坦公民，以及້享有14天免簽證待遇的中華人民共和國香港特別行政區護照持有人。
哈薩克政府在2014年實行免簽證先導計劃，向積極在哈薩克投資的發達國家的公民給予免簽證待遇，以吸引遊客和投資者到訪哈薩克。計劃涵蓋的國家起初包括英國、美國、法國、德國、意大利、日本、马来西亚和荷兰，到了2015年又擴大到澳洲、芬兰、匈牙利、摩纳哥、挪威、新加坡、西班牙、瑞典、瑞士和阿拉伯联合酋长国。根據這項計劃，上述國家的旅客就算不申請簽證，也可以在哈薩克享有15天免簽證待遇。

## 景點

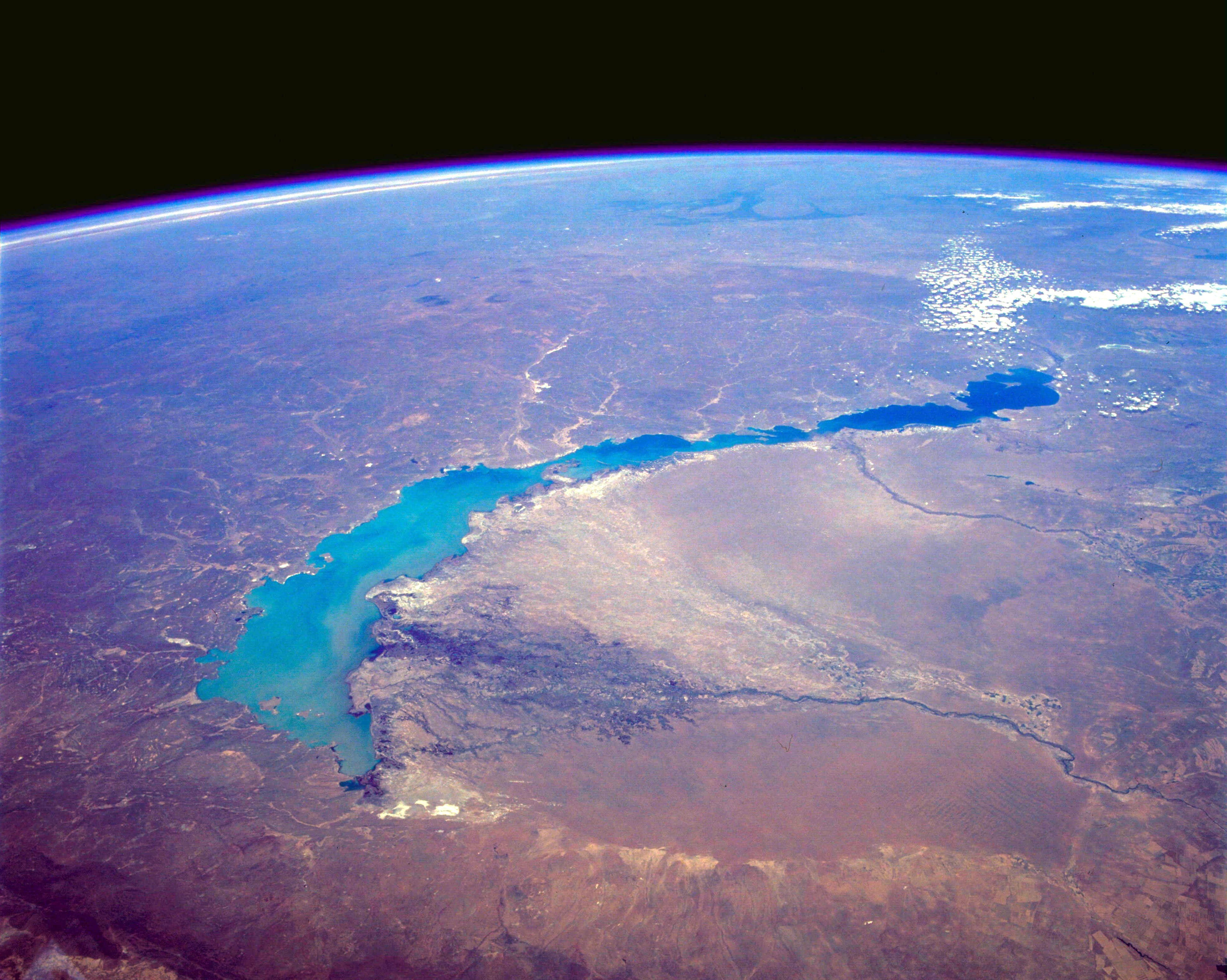
于1991年在太空拍摄的巴尔喀什湖

哈薩克幅員廣闊，各地都有獨特的自然、人文景觀，適合進行狩獵、滑雪、療養等活動。在自然景觀方面，哈薩克西部瀕臨裏海，位處伏爾加河、烏拉爾河流域，地勢低陷；東部則是阿爾泰山脈跨越的地域，物種繁多；巴爾喀什湖則位處於中部卡拉干達州和南部阿拉木圖州之間。在人文景觀方面，哈薩克共有4項獲聯合國教科文組織認定的世界遺產（霍賈·艾哈邁德·亞薩維陵墓、泰姆格里考古景觀岩刻和丝绸之路世界文化遗产3項文化遺產，以及萨雅克－北哈萨克干草原与湖群和西部天山山脉兩項自然遺產），以及訛答剌綠洲考古遺址、北部天山山脉（伊犁阿拉套國家公園）等13處列入世界遺產預備名單的地點。此外哈薩克西部曼格什拉克半島、烏斯秋爾特高原的古代遺址，以及哈薩克史詩提及到的勝景也是歷史學家、考古學家駐足參觀的地方。
哈薩克著名的旅遊景點包括第一顆人造衛星史普尼克1號的發射場地拜科努尔航天发射场和瓊布拉克滑雪場。拜科努尔航天发射场位於拜科努爾，是全球首座载人航天发射场；2011年美國結束穿梭機計劃之後，所有前往國際太空站的火箭都會在這裏發射升空。瓊布拉克滑雪場位於高220米的山上，既是哈薩克著名的滑雪場，也是前蘇聯奧運會代表團滑雪選手的訓練場地。很多滑雪愛好者（例如英國的哈里王子）會到這裏滑雪，只是這裏的到訪人次沒有西歐的滑雪場那麼多。位於阿拉木圖市的旅遊景點則包括哈萨克斯坦中央国家博物馆、哈萨克斯坦国家乐器博物馆、冼星海大街、潘菲洛夫28勇士紀念公園和阿拉木圖電視塔。